# Ninh Thuan
Ninh Thuan (vietnamita: Ninh Thuận), anteriormente chamada província de Phan Rang, é uma província do Vietnã.